# Hannes Slavik
Hannes Slavik (8 de febrero de 1989) es un deportista austríaco que compite en ciclismo de montaña en la disciplina de campo a través para cuatro. Ganó dos medallas en el Campeonato Mundial de Ciclismo de Montaña, plata en 2016 y bronce en 2021.

## Medallero internacional
| Campeonato Mundial | Campeonato Mundial   | Campeonato Mundial | Campeonato Mundial    |
| Año                | Lugar                | Medalla            | Competición           |
| ------------------ | -------------------- | ------------------ | --------------------- |
| 2016               | Val di Sole (Italia) | Medalla de plata   | Campo a través para 4 |
| 2021               | Val di Sole (Italia) | Medalla de bronce  | Campo a través para 4 |